# Sul do Amapá
Sul do Amapá is de zuidelijke mesoregio van de Braziliaanse deelstaat Amapá. Zij grenst aan Frans-Guyana en Suriname in het noordwesten, de deelstaat Pará in het westen, zuiden en zuidoosten, de Atlantische Oceaan in het oosten en de mesoregio Norte do Amapá in het noordoosten en noorden. De mesoregio heeft een oppervlakte van ca. 85.083 km². Midden 2004 werd het inwoneraantal geschat op 507.264.
Twee microregio's behoren tot deze mesoregio:
- Macapá
- Mazagão

Mesoregio's: Norte do Amapá · Sul do Amapá

Microregio's: Amapá · Macapá · Mazagão · Oiapoque